# Mycalesis indistans
Mycalesis indistans är en fjärilsart som beskrevs av Moore 1880. Mycalesis indistans ingår i släktet Mycalesis och familjen praktfjärilar. Inga underarter finns listade i Catalogue of Life.